# 율무
율무는 벼과의 한해살이풀이다.
강원도 인제군의 율무가 맛의 방주에 등재되어 있다.

## 생태
높이는 1-1.5m 정도이다. 원산지인 동남아시아 열대지역에서는 여러해살이풀이다. 7월에 잎겨드랑이에서 꽃이 피며, 열매는 타원형 각과이다.

## 분포
아시아에 분포한다. 동아시아(중국), 동남아시아(라오스, 말레이시아, 미얀마, 베트남, 캄보디아, 타이완, 태국, 필리핀), 남아시아(인도)가 원산지이다.

## 쓰임
씨앗을 식용 및 약용으로 이용한다.
식용
- 율무차 - 한국 요리
- 미숫가루
- 응이 - 조선왕조 궁중음식
- 율무밥

약용
이뇨·진통·강장 작용이 있어서 부종·방광결석·류머티즘 등에 이용한다. 또 생잎은 차 대용으로 쓰고, 뿌리는 황달과 신경통을 치료하는 데 쓴다. 최근에는 항암효과가 있는 것으로 밝혀지기도 했다. 한약재로 쓰일 때는 의이인(薏苡仁)이라고 하며 당뇨병 치료에 사용한다.